# Przytoka (Ciechanów)
Pour les articles homonymes, voir Przytoka.
Przytoka (prononciation : [pʂɨˈtɔka]) est un village polonais de la gmina d'Opinogóra Górna dans le powiat de Ciechanów de la voïvodie de Mazovie dans le centre-est de la Pologne.

## Histoire
De 1975 à 1998, le village appartenait administrativement à la voïvodie de Ciechanów.